# HostServ
HostServ, in molte reti IRC, è un servizio che controlla i vHost (virtualHost) assegnati dagli operatori IRC.
Gli operatori IRC possono decidere (a volte anche come premio) di assegnare un determinato vhost a un utente o a un gruppo di utenti. Il vHost permette di nascondere l'host quando si effettua il whois su un utente: al posto di leggere l'ip dell'utente, è possibile leggere un nome scelto, di solito seguito dal nome della rete, es: ciao@wikipedia.miarete.com. Normalmente la parte che sta prima di .miarete.com è il nome di un canale, quindi, è anche un mezzo di pubblicità.
Per inviare un comando è sufficiente digitare /msg HostServ nomecomando. In alcuni server è possibile abbreviare con /hs o /hostserv

## Come si utilizza
Le sintassi sono uguali a tutti gli altri servizi Anope. Gli utenti normali hanno a disposizione solo il comando di attivazione e quello di disattivazione del proprio vHost.

### Comandi principali
I comandi più comuni sono i seguenti:
- Attivazione del vHost: ON
- Disattivazione del vHost: OFF
- Aggiunta di un vHost: SET nomeutente vhost
- Cancellazione di un vHost: DEL nomeutente

### Altro
Per tutti gli altri comandi di HostServ digitate /hs help o /msg HostServ help, oppure visitate:
- Guida ufficiale HostServ (it), su anope.org. URL consultato il 27 maggio 2012 (archiviato dall'url originale il 12 dicembre 2010).